# Typopeltis harmandi
Typopeltis harmandi är en spindeldjursart som beskrevs av Kraepelin 1900. Typopeltis harmandi ingår i släktet Typopeltis och familjen Thelyphonidae. Inga underarter finns listade i Catalogue of Life.